# Wilhelm Peterson-Berger
Wilhelm Peterson-Berger (født 27. februar 1867 i Ullånger i Ångermanland – død 3. december 1942 i Östersund, Sverige) var en svensk komponist og musikkritiker.
Har skrevet seks symfonier (hvoraf nr. 6 er ufuldendt), samt en del klavermusik, et par operaer samt vokalmusik.

## Udvalgte værker
- Symfoni nr. 1 "Baneret" (1889-1890) - for orkester
- Symfoni nr. 2 "Rejsen sydpå" (1910) - for orkester
- Symfoni nr. 3 "Lapland" (1913-1915, uropført 1927) - for orkester
- Symfoni nr. 4 "Holmia" (1929) - for orkester
- Symfoni nr. 5 "Ensomhed" (1932-1933) - for orkester
- Symfoni nr. 6 "Grækenland" (1935-1938) (Ufuldendt) - for orkester